# Conescharellina distalis
Conescharellina distalis är en mossdjursart som beskrevs av Harmer 1957. Conescharellina distalis ingår i släktet Conescharellina och familjen Biporidae. Inga underarter finns listade i Catalogue of Life.